# Skirsnemunė
Skirsnemunė (ryska: Скирснемуне) är en ort i Litauen. Den ligger i den centrala delen av landet, 160 km väster om huvudstaden Vilnius. Skirsnemunė ligger 23 meter över havet och antalet invånare är 950.
Terrängen runt Skirsnemunė är huvudsakligen platt. Skirsnemunė ligger nere i en dal. Runt Skirsnemunė är det ganska glesbefolkat, med 43 invånare per kvadratkilometer. Närmaste större samhälle är Jurbarkas, 9,1 km väster om Skirsnemunė. Trakten runt Skirsnemunė består till största delen av jordbruksmark.